# Eisenstraße (Hessen)

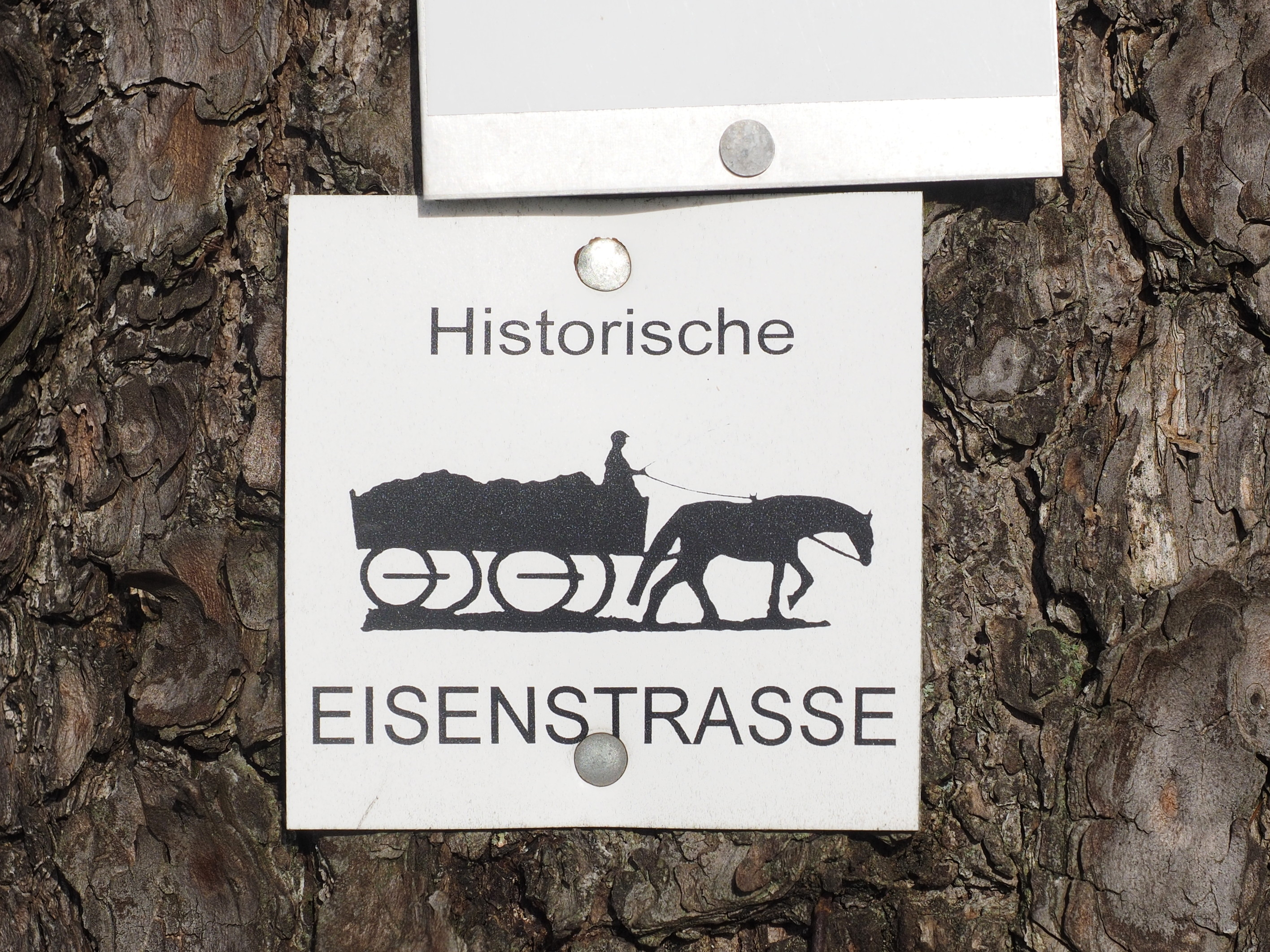
Ausschilderung der Straße als Rad- und Wanderweg

Die Eisenstraße in Hessen ist ein alter Handelsweg.

## Verlauf
Sie beginnt an der Michelbacher Hütte in Richtung Süden, verlässt das Tal der Aar und führt dann auf einem Höhenrücken nach Hahn, einem heutigen Ortsteil von Taunusstein. Dann überquerte sie den Taunusübergang Eiserne Hand, lenkte am ehemaligen Holzhackerhäuschen Richtung Fasanerie und anschließend in die Alte Schwalbacher Straße ein, die heute Lahnstraße heißt.

## Nutzung
Ursprünglich diente die Straße unter anderem zum Transport von eisernen Bauernöfen von der Hütte in die südlich gelegene Stadt Wiesbaden.
Heute wird die größtenteils geschotterte Strecke als Wald- und Feldweg genutzt, hat sich aber auch zu einer beliebten Reit-, Wander- und Mountainbike-Strecke entwickelt, die in weiten Teilen über Höhenzüge und offenes Land verläuft und ausgezeichnete Aussichten bietet.